# Coupe des champions de la CONCACAF 1997
Navigation
Édition précédente Édition suivante
La Coupe des champions de la CONCACAF 1997 était la trente-troisième édition de cette compétition.
Lors de cette saison, le format de la compétition a changé, en effet la victoire ne se dispute plus lors d'un mini-championnat à quatre mais lors d'une phase finale opposant lors de matchs aller-retour, huit équipes.
La phase finale s'est jouée à Washington et a été remportée par le CD Cruz Azul face au Galaxy de Los Angeles sur le score de cinq buts à trois.

## Participants
Un total de 19 équipes provenant d'un maximum de 10 nations pouvaient participer au tournoi. Elles appartenaient aux zones Amérique du Nord, Amérique centrale et Caraïbes de la CONCACAF.
Le tableau des clubs qualifiés était le suivant :
| Nation                        | Club                   | Raison de qualification                      |
| Phase finale                  |                        |                                              |
| Mexique                       | CD Cruz Azul           | Champion de la CONCACAF 1996.                |
| Mexique                       | Chivas de Guadalajara  | Vainqueur du Tournoi Verano 1997.            |
| États-Unis                    | DC United              | Vainqueur de la MLS Cup 1996.                |
| Trinité-et-Tobago             | United Petrotrin       | Champion des caraïbes 1997.                  |
| Second tour de qualification  |                        |                                              |
| Mexique                       | Santos Laguna          | Vainqueur du Tournoi Invierno 1996.          |
| États-Unis                    | Galaxy de Los Angeles  | Finaliste de la MLS Cup 1996.                |
| Premier tour de qualification |                        |                                              |
| Costa Rica                    | LD Alajuelense         | Champion du Costa Rica 1995-96.              |
| Costa Rica                    | CS Cartagines          | Second du championnat du Costa Rica 1995-96. |
| Honduras                      | CD Olimpia             | Champion du Honduras 1995-96.                |
| Honduras                      | Real España            | Second du championnat du Honduras 1995-96.   |
| Salvador                      | Club Deportivo FAS     | Champion du Salvador 1995-96.                |
| Salvador                      | CD Luis Ángel Firpo    | Second du championnat du Salvador 1995-96.   |
| Guatemala                     | Xelaju MC              | Champion du Guatemala 1995-96.               |
| Guatemala                     | CSD Comunicaciones     | Second du championnat du Guatemala 1995-96.  |
| Belize                        | Juventus d'Orange Walk | Champion du Belize 1996-97.                  |
| Belize                        | Real Verdes FC         | Second du championnat du Belize 1996-97.     |
| Panama                        | Tauro FC               | Champion du Panamá 1996-97.                  |
| Tour préliminaire             |                        |                                              |
| Panama                        | Euro Kickers           | Second du championnat du Panamá 1996-97.     |
| Nicaragua                     | Diriangén FC           | Champion du Nicaragua 1995-96.               |

## Calendrier
| Tour                  | Nom                           | Date aller           | Date retour          | Équipes participantes | Équipes restantes |
| Qualifications (1997) |                               |                      |                      |                       |                   |
| 1                     | Tour préliminaire             | 1er juin             | 8 juin               | 2                     | 19 à 18           |
| 2                     | Premier tour de qualification | 3 mai - 22 juin      | 11 mai - 9 juillet   | 12                    | 18 à 12           |
| 3                     | Second tour de qualification  | 22 juin - 30 juillet | 28 juin - 16 juillet | 8                     | 12 à 8            |
| Phase finale (1997)   |                               |                      |                      |                       |                   |
| 1                     | Quarts de finale              | 12 - 17 août         | 12 - 17 août         | 8                     | 8 à 4             |
| 2                     | Demi-finale                   | 22 août              | 22 août              | 4                     | 4 à 2             |
| 3                     | Finale                        | 24 août              | 24 août              | 2                     | 2 à 1             |

Le tirage du premier tour de qualification a été équilibré à l'aide de pots qui étaient définis comme ceci :
| Pot 1          | Pot 1              | Pot 2                  | Pot 2               |
| LD Alajuelense | CS Cartagines      | Club Deportivo FAS     | CD Luis Ángel Firpo |
| CD Olimpia     | Real España        | Juventus d'Orange Walk | Real Verdes FC      |
| Xelaju MC      | CSD Comunicaciones | Tauro FC               | Diriangén FC        |

Le tirage de la phase finale a été équilibré à l'aide de pots qui étaient défini comme ceci :
| Pot 1                 | Pot 1                 | Pot 2            | Pot 2               |
| Chivas de Guadalajara | DC United             | United Petrotrin | CD Luis Ángel Firpo |
| CD Cruz Azul          | Galaxy de Los Angeles | CS Cartagines    | CSD Comunicaciones  |

## Compétition

### Phase de qualification

#### Tour Préliminaire
| Date              | Pays | Club         | Aller | Retour | Club         | Pays | Commentaire |
| 1er / 8 juin 1997 |      | Euro Kickers | 4-2   | 1-4    | Diriangén FC |      |             |

#### Premier tour de qualification
| Date                     | Pays | Club                   | Aller | Retour | Club               | Pays | Commentaire       |
| 3 / 11 mai 1997          |      | CS Cartagines          | 5-0   | 4-2    | Tauro FC           |      |                   |
| 7 / 14 mai 1997          |      | Club Deportivo FAS     | 1-1   | 1-1    | CSD Comunicaciones |      | Tirs au but : 3-5 |
| 16 mai / 1er juin 1997   |      | Xelaju MC              | 0-0   | 2-0    | Real Verdes FC     |      |                   |
| 18 / 28 mai 1997         |      | Juventus d'Orange Walk | 0-1   | 4-1    | Real España        |      |                   |
| 28 mai / 4 juin 1997     |      | CD Luis Ángel Firpo    | 0-0   | 3-1    | CD Olimpia         |      |                   |
| 22 juin / 9 juillet 1997 |      | Diriangén FC           | 3-2   | 1-3    | LD Alajuelense     |      |                   |

#### Second tour de qualification

##### ZoneAmérique du Nord
| Date            | Pays | Club                  | Score | Club          | Pays | Commentaire              |
| 30 juillet 1997 |      | Galaxy de Los Angeles | 4-1   | Santos Laguna |      | Match joué à Los Angeles |

##### ZoneAmérique centrale
| Date                 | Pays | Club                   | Aller | Retour | Club                | Pays | Commentaire           |
| 22 / 28 juin 1997    |      | Juventus d'Orange Walk | 0-3   | 2-5    | CSD Comunicaciones  |      |                       |
| 13 / 16 juillet 1997 |      | Xelaju MC              | 2-1   | 0-2    | CD Luis Ángel Firpo |      |                       |
| 30 juillet 1997      |      | CS Cartagines          | 2-1   | 2-1    | LD Alajuelense      |      | Match joué à San José |

### Phase finale

#### Tableau
|  | 1/4 de finale             | 1/4 de finale         | 1/4 de finale            | 1/4 de finale         | 1/4 de finale |              |                       | 1/2 finale                    | 1/2 finale                    | 1/2 finale                    | 1/2 finale                    | 1/2 finale                    |   |   | Finale | Finale | Finale | Finale | Finale |
|  |                           |                       |                          |                       |               |              |                       |                               |                               |                               |                               |                               |   |   |        |        |        |        |        |
|  | 12 août 1997, Washington  |                       |                          |                       |               |              |                       |                               |                               |                               |                               |                               |   |   |        |        |        |        |        |
|  |                           |                       |                          |                       |               |              |                       |                               |                               |                               |                               |                               |   |   |        |        |        |        |        |
|  | DC United                 | DC United             |                          | 1                     | -             |              |                       |                               |                               |                               |                               |                               |   |   |        |        |        |        |        |
|  | DC United                 | DC United             | 22 août 1997, Washington | 1                     | -             |              |                       |                               |                               |                               |                               |                               |   |   |        |        |        |        |        |
|  | United Petrotrin          | United Petrotrin      |                          | 0                     | -             |              |                       |                               |                               |                               |                               |                               |   |   |        |        |        |        |        |
|  | United Petrotrin          | United Petrotrin      | DC United                | DC United             | -             |              | 0                     | -                             |                               |                               |                               |                               |   |   |        |        |        |        |        |
|  | 12 août 1997, Washington  |                       | DC United                | DC United             |               |              | 0                     | -                             |                               |                               |                               |                               |   |   |        |        |        |        |        |
|  |                           | Galaxy de Los Angeles | Galaxy de Los Angeles    |                       | 1             | -            |                       |                               |                               |                               |                               |                               |   |   |        |        |        |        |        |
|  | Galaxy de Los Angeles     | Galaxy de Los Angeles | Galaxy de Los Angeles    |                       | 1             | -            | 2                     | -                             |                               |                               |                               |                               |   |   |        |        |        |        |        |
|  | Galaxy de Los Angeles     | Galaxy de Los Angeles |                          |                       |               |              | 2                     | -                             | 24 août 1997, Washington      |                               |                               |                               |   |   |        |        |        |        |        |
|  | CD Luis Ángel Firpo       | CD Luis Ángel Firpo   |                          | 0                     | -             |              |                       |                               |                               |                               |                               |                               |   |   |        |        |        |        |        |
|  | CD Luis Ángel Firpo       | CD Luis Ángel Firpo   |                          |                       |               |              |                       |                               | Galaxy de Los Angeles         | Galaxy de Los Angeles         |                               | 3                             | - |   |        |        |        |        |        |
|  | 17 août 1997, Guadalajara |                       |                          |                       |               |              |                       |                               | Galaxy de Los Angeles         | Galaxy de Los Angeles         |                               | 3                             | - |   |        |        |        |        |        |
|  |                           | CD Cruz Azul          | CD Cruz Azul             |                       | 5             | -            |                       |                               |                               |                               |                               |                               |   |   |        |        |        |        |        |
|  | Chivas de Guadalajara     | Chivas de Guadalajara | CD Cruz Azul             |                       | 5             | -            | 1                     | -                             |                               |                               |                               |                               |   |   |        |        |        |        |        |
|  | Chivas de Guadalajara     | Chivas de Guadalajara | 22 août 1997, Washington |                       |               |              | 1                     | -                             |                               |                               |                               |                               |   |   |        |        |        |        |        |
|  | CS Cartagines             | CS Cartagines         |                          | 0                     | -             |              |                       | Match pour la troisième place | Match pour la troisième place | Match pour la troisième place | Match pour la troisième place | Match pour la troisième place |   |   |        |        |        |        |        |
|  | CS Cartagines             | CS Cartagines         | Chivas de Guadalajara    | Chivas de Guadalajara | -             |              | 2                     | Match pour la troisième place | Match pour la troisième place | Match pour la troisième place | Match pour la troisième place | Match pour la troisième place | - |   |        |        |        |        |        |
|  | 16 août 1997, Mexico      | 16 août 1997, Mexico  | 16 août 1997, Mexico     | Chivas de Guadalajara |               |              | 2                     |                               | 24 août 1997, Washington      | 24 août 1997, Washington      | 24 août 1997, Washington      |                               |   |   |        |        |        |        |        |
|  | 16 août 1997, Mexico      | 16 août 1997, Mexico  | 16 août 1997, Mexico     |                       | CD Cruz Azul  | CD Cruz Azul |                       | 3                             | 24 août 1997, Washington      | 24 août 1997, Washington      | 24 août 1997, Washington      | -                             |   |   |        |        |        |        |        |
|  | CD Cruz Azul              | CD Cruz Azul          |                          | 5                     | CD Cruz Azul  | CD Cruz Azul | -                     | 3                             |                               |                               | DC United                     | DC United                     |   | 2 | -      |        |        |        |        |
|  | CD Cruz Azul              | CD Cruz Azul          |                          |                       |               |              |                       |                               |                               |                               | DC United                     | DC United                     |   | 2 | -      |        |        |        |        |
|  | CSD Comunicaciones        | CSD Comunicaciones    |                          | 0                     | -             |              | Chivas de Guadalajara | Chivas de Guadalajara         |                               | 2                             | -                             |                               |   |   |        |        |        |        |        |

#### Quarts de finale
| Pays | Club                  | Score | Club                | Pays | Commentaire |
|      | DC United             | 1-0   | United Petrotrin    |      |             |
|      | Galaxy de Los Angeles | 2-0   | CD Luis Ángel Firpo |      |             |
|      | Chivas de Guadalajara | 1-0   | CS Cartagines       |      |             |
|      | CD Cruz Azul          | 5-0   | CSD Comunicaciones  |      |             |

#### Demi-finales
| Pays | Club                  | Score | Club                  | Pays | Commentaire |
|      | DC United             | 0-1   | Galaxy de Los Angeles |      |             |
|      | Chivas de Guadalajara | 2-3   | CD Cruz Azul          |      |             |

#### Match pour la troisième place
La CONCACAF a décidé d'attribuer une troisième place partagée par le DC United et le Chivas de Guadalajara à la suite du résultat du match pour la troisième place.
| Pays | Club      | Score | Club                  | Pays | Commentaire |
|      | DC United | 2-2   | Chivas de Guadalajara |      |             |

#### Finale
| 24 août 1997 | Galaxy de Los Angeles                                       | 3:5   | CD Cruz Azul | Stade Robert F. Kennedy Washington (district de Columbia) |  |
|              | Eduardo Hurtado 8e · Eduardo Hurtado 14e · Jorge Campos 78e | (2:3) | Benjamín Galindo 30e (pen.) · Johan Rodríguez 31e · Héctor Adomaitis 36e · Carlos Hermosillo 62e · Carlos Hermosillo 66e |                                                           |  |

| Champion de la CONCACAF 1997 |
| ---------------------------- |
| Drapeau du Mexique           |
| CD Cruz Azul Cinquième Titre |